# Bauzemont
Bauzemont ist eine französische Gemeinde mit 155 Einwohnern (Stand 1. Januar 2022) im Département Meurthe-et-Moselle in der Region Grand Est. Sie gehört zum Arrondissement Lunéville und zum Kanton Lunéville-1. 

## Geografie
Die Gemeinde Bauzemont liegt am Fluss Sânon, etwa zehn Kilometer nördlich von Lunéville.
Nachbargemeinden sind Valhey im Nordwesten, Bathelémont im Norden, Hénaménil im Osten, Crion im Süden, Raville-sur-Sânon im Südwesten und Einville-au-Jard im Westen.

## Bevölkerungsentwicklung
| Jahr      | 1962 | 1968 | 1975 | 1982 | 1990 | 1999 | 2008 | 2019 |
| --------- | ---- | ---- | ---- | ---- | ---- | ---- | ---- | ---- |
| Einwohner | 159  | 151  | 144  | 131  | 133  | 129  | 157  | 156  |

## Sehenswürdigkeiten

Kirche Saint-Martin

- Kirche Saint-Martin
- Kriegerdenkmal